# John Garrahy
John Joseph Garrahy (Providence (Rhode Island), 26 november 1930 - West Palm Beach (Florida), 24 januari 2012) was een Amerikaans politicus van de Democratische Partij. Hij was gouverneur van Rhode Island van 1977 tot 1985, daar voor was hij de luitenant-gouverneur van Rhode Island van 1969 tot 1977. Na zijn gouverneurschap werkte hij jarenlang als bestuurder bij de Providence and Worcester Railroad en de Southeastern New England Shipbuilding Corporation. Ook was hij actief lid van de katholieke organisatie Knights of Columbus. Garrahy overleed op 24 januari 2012 op 81-jarige leeftijd.
- Gemeinsame Normdatei: 1196241813
- Virtual International Authority File: 6166157040175667040001
- WorldCat: E39PBJvmKhWHTcGXyy9x8YDTHC